# Red Rock (Ontario)
Red Rock es un municipio canadiense situado en la provincia de Ontario.

## Superficie
Red Rock tiene una superficie de 62,1 km².

## Demografía
En 2021, tenía 895 habitantes, una densidad poblacional de 14,4 hab./km², y 455 viviendas.